# Szafir

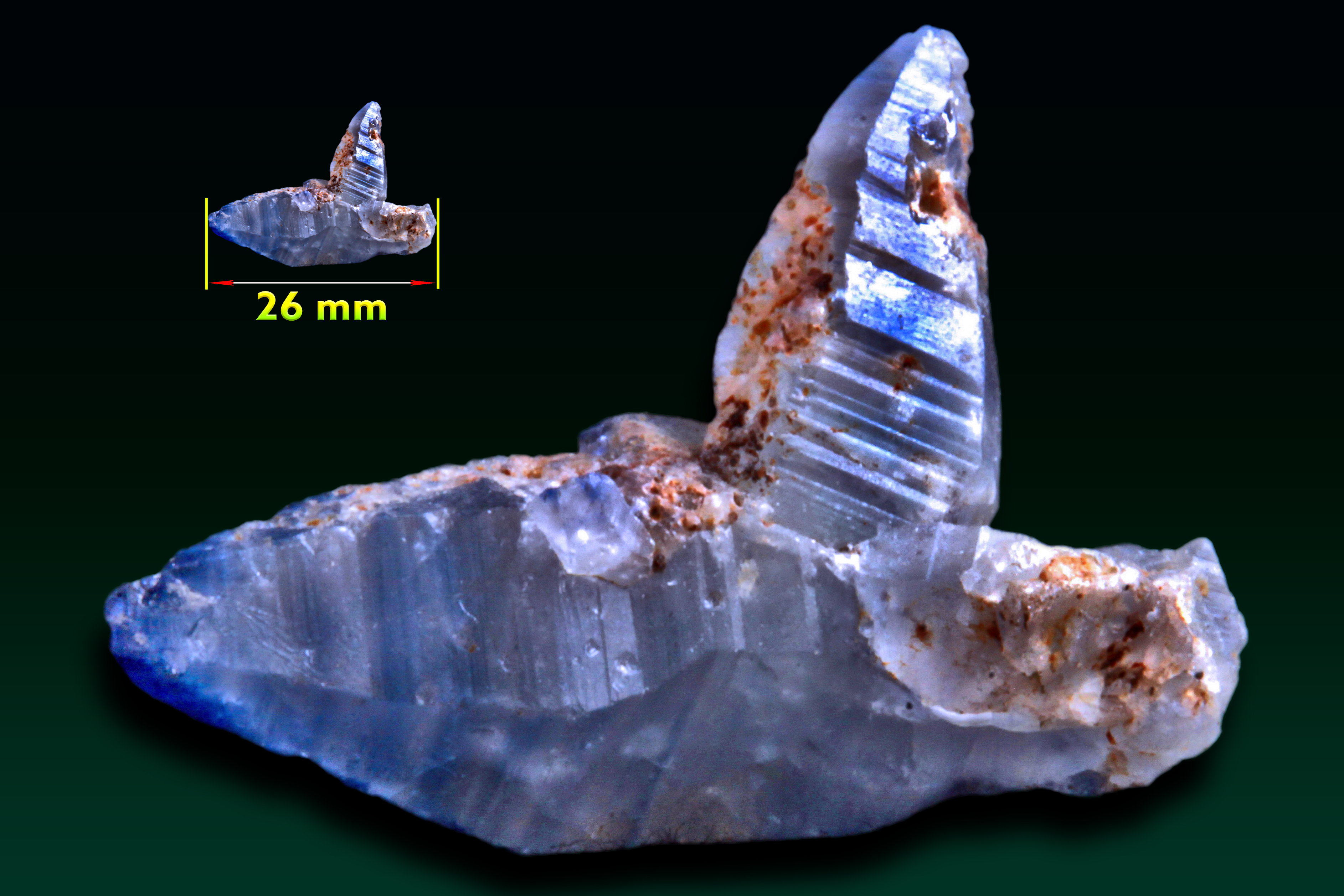
Szafir - Ratnapura, Sri Lanka.

Szafir – rzadki minerał z gromady tlenków, odmiana korundu, kamień szlachetny najczęściej o barwie niebieskiej w różnych odcieniach, może przybierać kolor różowy, pomarańczowy, żółty, zielony czy fioletowy lub być całkowicie bezbarwny.

## Nazwa
Nazwa szafir pochodzi od niemieckiego słowa saphir, które z kolei wywodzi się z hebrajskiego .

## Właściwości
Walter Schumann określa szafiry jako korundy o barwie innej niż czerwonej, które mają wartość w jubilerstwie. Jako odmiana korundu (Al
2O
3), kamień ten ma jego podstawowe własności fizyczne i chemiczne. Czysty korund jest bezbarwny, kolor nadają mu domieszki różnych pierwiastków: barwę niebieską nadaje żelazo z tytanem, fioletową – wanad, różową – chrom, a żółtą i zieloną – żelazo trójwartościowe. Kolor pomarańczowy świadczy o jednoczesnej obecności w kryształach domieszek chromu, żelaza i wanadu. Niebieskie szafiry nie wykazują fluorescencji, w przeciwieństwie do leukoszafirów, które świecą na pomarańczowożółto lub fioletowo. Najlepszej jakości okazy tego typu pochodzą ze Sri Lanki, jednak wydobywa się je także we Wschodniej Afryce (Malawi, Tanzania i Madagaskar) oraz w Birmie. 
Minerał wykształca kryształy słupkowe i tabliczkowe, wrosłe i narosłe, występuje w skupieniach zbitych. 
Szafiry wykazują pleochroizm – w przypadku odmian niebieskiej i fioletowej jest on wyraźny, a w przypadku żółtej i zielonej – słaby. Obecność wrostków rutylu może wywołać efekt kociego oka lub asteryzm (tzw. szafir gwiaździsty). Spotykane są rzadko okazy wykazujące luminescencje. 
Przy obróbce kamieni stosuje się szlif fasetkowy. Mętne okazy, po podgrzaniu do temperatury ok. 1700–1800 °C, uzyskują lśniącą, niebieską barwę. 

### Odmiany[4]
• leukoszafir - biały lub bezbarwny; 
• padparadża (hiacynit) - jasnoróżowa, różowa, czerwonoróżowa, pomarańczowoczerwona odmiana, najrzadsza, najdroższa i najbardziej poszukiwana; nazwa pochodzi od syngaleskiego słowa oznaczającego "kwiat lotosu";
• ametyst wschodni - okazy o zabarwieniu żółtopomarańczowym, purpurowym bądź fioletowym;
• szmaragd wschodni - zielony w odcieniach;
• akwamaryn wschodni - jasnozielononiebieska odmiana; 
• szafir kaszmirski - intensywnie fioletowoniebieska (chabrowa) odmiana, która charakteryzuje się jedwabistym połyskiem, występująca na terenie indyjskiej części Kaszmiru.
• inne szafiry o zabarwieniu szarym, brunatnym i czarnym nie posiadające nazwy; odmiana dwubarwna jest nazywana szafirem arbuzowym.

## Występowanie
Kryształy szafirów wykształcają się w zdolomityzowanych wapieniach, marmurach, pegmatytach lub bazaltach. Kamienie te występują w naturze częściej od rubinów.
Znaczące złoża szafirów znajdują się w Queensland w Australii, w okręgu Mogok w Mjanmie, w regionie Ratnapura w Sri Lance, w okręgu Chantabun i koło Kanchanaburi w Tajlandii. Ważne złoże znajdowało się w Kaszmirze, zostało ono jednak wyczerpane.
W większych ilościach szafiry występują także w stanie Montana w Stanach Zjednoczonych, w regionach Mato Grosso i Minas Gerais w Brazylii, w Chinach, w Kambodży, w Kenii, w Laosie, na Madagaskarze, w Malawi, Zimbabwe, Tadżykistanie, Tanzanii, Nigerii i w Rwandzie.
W Polsce kamienie te można znaleźć w karkonoskich pegmatytach Kruczych Skał i w innych rejonach Wilczej Poręby, a także w trzeciorzędowych piaskach złotonośnych Dolnego Śląska. Ich występowanie odnotowano w okolicy Legnickiego Pola, Mikołajowic i Wądroża Wielkiego. Występowanie szafirów stwierdzono także w plioceńskich żwirach w pobliżu Lwówka Śląskiego.

## Syntetyczne szafiry

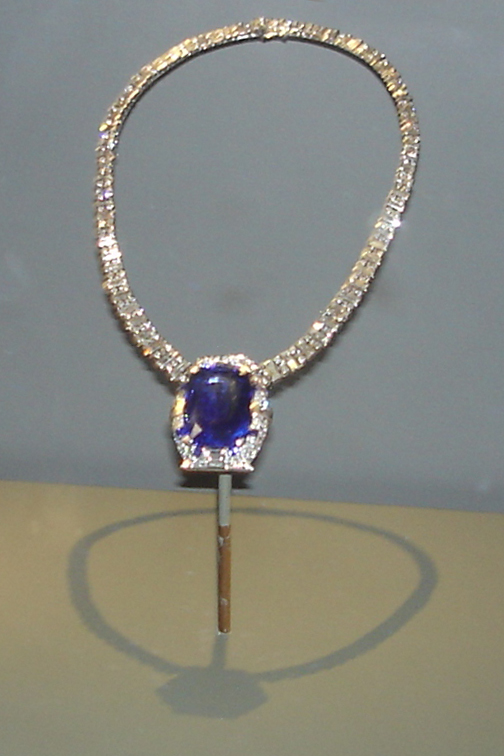
Naszyjnik z naturalnym szafirem Mony von Bismarck

W 1902 roku francuski chemik Auguste Verneuil opublikował proces produkcji syntetycznych kryształów rubinu, zwany metodą Verneuila. W procesie tym drobny proszek tlenku glinu jest podawany na płomień tlenowo-wodorowy, spadając na ceramiczny cokół. Po udanej syntezie rubinu Verneuil skupił swoje wysiłki na wytworzeniu szafiru. Synteza powiodła się po tym jak analizy chemiczne szafiru zasugerowały Verneuilowi, że żelazo i tytan są przyczyną niebieskiego koloru. Verneuil opatentował proces produkcji syntetycznego niebieskiego szafiru w 1911 roku.
Szafiry syntetyczne mają taką samą budowę atomową jak produkt naturalny, chociaż w przeciwieństwie do niego cechuje je równomierny rozkład barwy w całym krysztale. Korundy naturalne można rozpoznać także dzięki obecności wrostków.

## Zastosowanie
Szafir naturalny jest szeroko wykorzystywany w jubilerstwie, przy wyrobie naszyjników oraz jako kamień w pierścionkach i wisiorkach. 
Sztuczny monokrystaliczny szafir wykorzystywany jest w szkiełkach do zegarków. Jego główną zaletą jest wysoka odporność na zarysowania, ma pod tym względem przewagę nad szkłem akrylowym i mineralnym. Główną wadą jest wysoka cena, wynikająca z procesu produkcji (obróbka diamentem). Sztuczny szafir może być także wykorzystywany do produkcji odpornych na zarysowania szkieł ochronnych do smartfonów. Ze względu na związane z tym koszty nie odbywa się to jednak na masową skalę. W 1969 roku został oficjalnym kamieniem szlachetnym Montany.